# Parmena cruciata
Parmena cruciata là một loài bọ cánh cứng trong họ Cerambycidae.